# Haplodidentus indicus
Haplodidentus indicus ist eine Spulwurmart und einziger Vertreter der Gattung Haplodidentus. Sie ist ein Parasit im Darm bei Amphibien und Fischen.

## Merkmale
Haplodidentus ist fadenförmig mit deiner Querstreifung der Kutikula. Das Vorderende ist abgerundet, die Mundöffnung ohne Lippen, aber mit einem Paar Kopfpapillen und den Amphiden sowie einem Paar kutikularisierter Didents. Seitenflügel sind nicht ausgebildet. Der Ösophagus ist in einen kurzen muskulösen und einen langen Drüsenteil gegliedert. Der Nervenring umgibt den vorderen Abschnitt. Zwischen Darm und Rectum sind Rektaldrüsen ausgebildet, der Anus von Muskulatur umgeben.
Für die Erstbeschreibung waren nur drei weibliche Adulte und unreife Weibchen vorhanden. Die adulten Weibchen von Haplodidentus indicus waren 3,57 bis 5,63 mm lang und 0,18 bis 0,3 mm dick. Die Kutikulastreifen haben einen Abstand von 6 bis 9 µm. Der vordere Ösophagus ist 100 bis 138 µm lang, der hintere 750 bis 1000 µm. Der Nervenring liegt 45 bis 51 µm hinter dem Vorderende. Der Schwanz ist etwa 100 µm lang. Die beiden Uteri verlaufen parallel. Die Vulva liegt im vorderen Körperdrittel, 0,79 bis 0,886 mm hinter dem Vorderende. Die Eier sind mit 3–6 × 3–4 µm außerordentlich klein.